# Ivan le Terrible (Prokofiev)
Pour les articles homonymes, voir Ivan le Terrible (homonymie).
Ivan le Terrible est la musique du film éponyme de Sergueï Eisenstein, composée de 1942 à 1946 par Sergueï Prokofiev.